# Norrgloppet
Norrgloppet är en fjärd i Finland. Den ligger i landskapet Österbotten, i den västra delen av landet, 300 km nordväst om huvudstaden Helsingfors.
Norrgloppet ligger norr om Harvungön och gränsar till Gloppet i norr och Norrströmmen i söder. I öster ligger fastlandet och Korsnäs kyrkby och i väster är havet öppet mot Bottenhavet.